# Mūša
El Mūša (letón, Mūsa) es un río en Lituania septentrional y Letonia meridional (región de Semigalia), que tiene su confluencia con el río Nemunėlis (letón, Mēmele), en Letonia, cerca de la ciudad de Bauska. Mūša es un afluente del río Lielupė. Tiene 164 kilómetros de largo, de los cuales 146 discurren en Lituania y los restantes 18 en Letonia.